# Otto (rivière)
Pour les articles homonymes, voir Otto.
La rivière Otto  (anglais : Otto River) est une courte rivière de la région de la West Coast de l’Île du Sud de la Nouvelle-Zélande.

## Géographie
C’est l’une des sources du fleuve Grey.